# Peppel Enk
Peppel Enk is een landgoed, gelegen aan de Hoekenkamp 2 te Maarn, gemeente Utrechtse Heuvelrug. Het totale oppervlakte bedraagt ca. 12 ha bos en heide met een groot aantal jeneverbessen. Het geheel wordt omsloten door nog meer bos en grenst aan de Koeheuvels in Maarn. De heidegebied wordt begraasd door een aantal Drentse heideschapen.

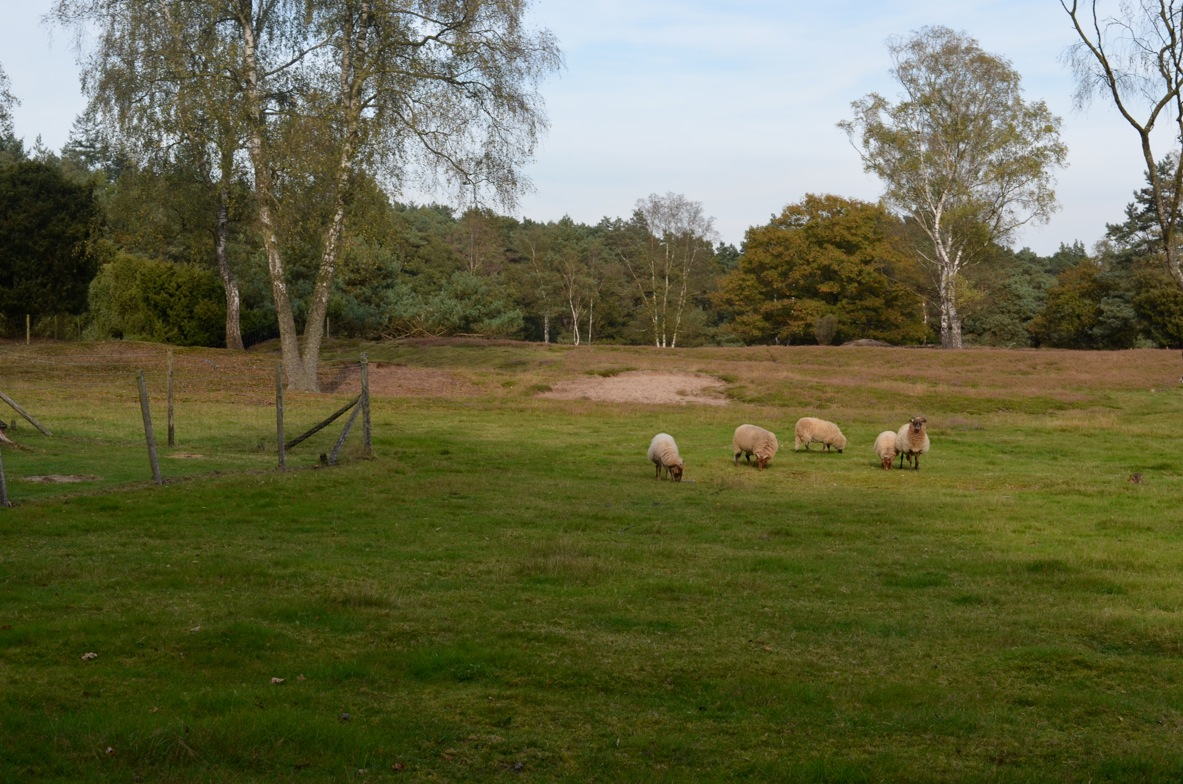
Schapen op de Peppel Enk
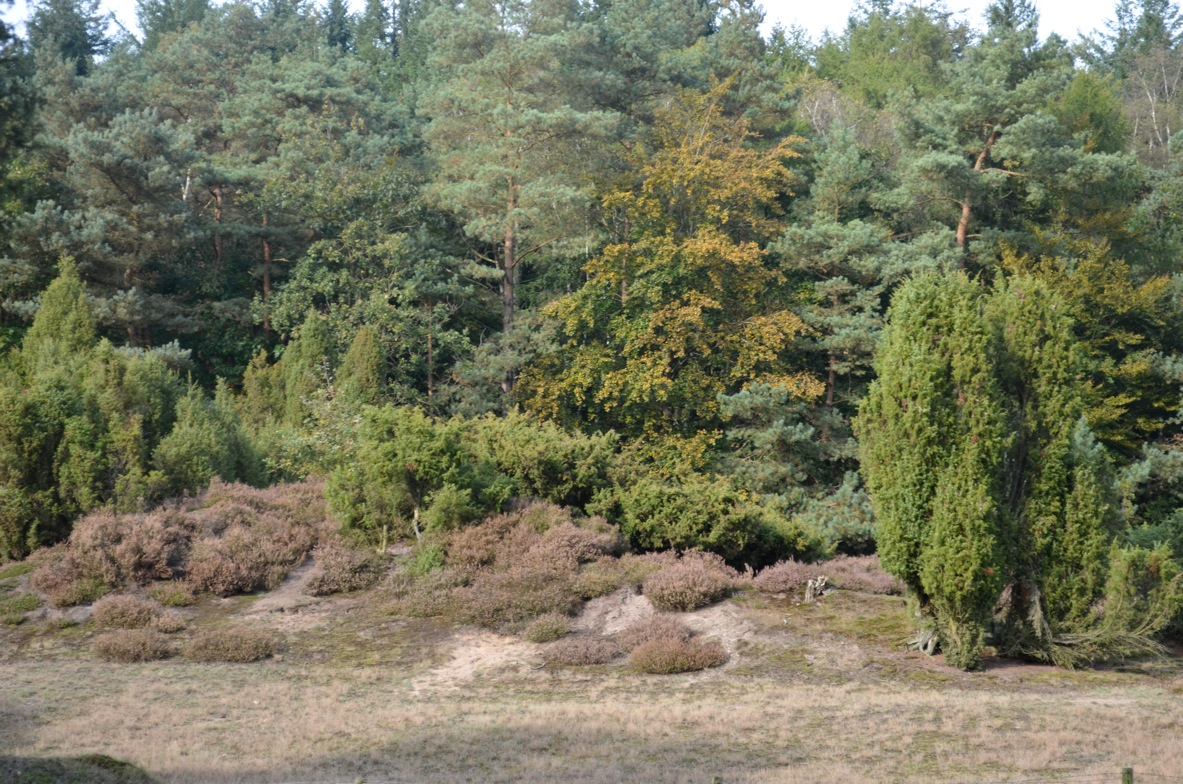
Jeneverbessen waaronder oude exemplaren